# Giro d’Italia 2024/19. Etappe
Die 19. Etappe des Giro d’Italia 2024 fand am 24. Mai 2024 statt. Sie führte die 107. Austragung des italienischen Etappenrennens zurück in die Alpen. Der Start erfolgte in Mortegliano, ehe das Ziel in Sappada nach 157 Kilometern auf einer Höhe von 1240 Metern erreicht wurde. Nach der Etappe hatten die Fahrer insgesamt 3008,2 Kilometer zurückgelegt, was 90,68 % der Gesamtdistanz entspricht. Die Organisatoren der Rundfahrt bewerteten die Schwierigkeit der Etappe mit drei von fünf Sternen.
Den Etappensieg sicherte sich der Italiener Andrea Vendrame (Decathlon AG2R La Mondiale), der sich rund 28 Kilometer vor dem Ziel von der Ausreißergruppe absetzte. Die Plätze zwei und drei gingen mit Pelayo Sánchez (Movistar) und Georg Steinhauser (EF Education-EasyPost) ebenfalls an Fahrer der Fluchtgruppe. Tadej Pogačar (UAE Team Emirates) verteidigte die Maglia Rosa.

## Streckenverlauf
Der neutralisierte Start erfolgte in Mortegliano auf der Via Cavour vor dem Rathaus der Stadt. Auf der Fahrt Richtung Norden überquerte die Strecke den Cormor, ehe die Fahrer links auf die Via Lestizza abbogen. Hier wurde das Rennen nach 1600 Metern freigegeben.
Nach dem offiziellen Start führte die Strecke über Basiliano, Mereto di Tomba und San Daniele del Friuli vorbei an Udine, ehe die Fahrer den Tagliamento über die Ponte Pinzano querten. In Peonis wurde bei Kilometer 56,1 der erste Zwischensprint ausgefahren. Vorbei am Lago di Cavazzo ging es nun nach Tolmezzo und weiter ins Valle del But. Bei Cedarchis verließen die Fahrer die SS52 und bogen rechts auf die SP23 ab. Nach einem kurzen nicht-kategorisierten Anstieg bei Trelli, wurde bei Kilometer 100,4 in Paularo der zweite Zwischensprint ausgefahren, ehe die 4,4 Kilometer lange Auffahrt auf den Passo Duron (1076 m) in Angriff genommen wurde. Dieser war als Bergwertung der 2. Kategorie klassifiziert worden und wies auf eine durchschnittliche Steigung von 9,7 % auf, wobei er Rampen von bis zu 18 % beinhaltete. Nachdem die Kuppe bei Kilometer 104,9 überquert worden war, folgte ein kurzes Flachstück, ehe es bergab nach Paluzza ging. Unmittelbar darauf wurde in Cercivento nach 116,3 Kilometern der dritte und letzte Zwischensprint ausgefahren. Die Straße begann nun erneut zu steigen und führte über die SS465 auf die Sella Valcalda (958 m), die als Bergwertung der 3. Kategorie, 35,3 Kilometer vor dem Ziel überquert wurde. Nach der anschließenden Abfahrt erreichten die Fahrer bei Comeglians das Val Degano, in dem sie nun bei teils hohen Steigungsprozenten nach Forni Avoltri führte.
In Forni Avoltri begann mit der Auffahrt nach Cima Sappada (1290 m) der letzte Anstieg des Tages. Dieser wies auf einer Länge von 8,5 Kilometern eine durchschnittliche Steigung von 4,7 % auf und ließ sich in drei Abschnitte gliedern. Auf den ersten 3 Kilometern lag die Steigung im Schnitt bei 4,6 %. Nach zwei flachen Kilometern begann die Straße bei der Carnia Arena wieder deutlich steiler anzusteigen und führte mit rund 8 % zur Bergwertung der 2. Kategorie, die 6,2 Kilometer vor dem Ziel überquert wurde. Im oberen Teil wurden zudem Kilometerschnitte von über 10 % und Rampen von bis zu 15 % befahren. Nach einer kurzen Abfahrt bogen die Fahrer vor dem Ortszentrum von Sappada links von der SR355 auf einen schmalen Radweg ab, der entlang der Piave in Richtung Westen führte. Zwei Kilometer vor dem Ziel bogen die Fahrer rechts ab und gelangten über eine bis zu 10 % steile Straße zurück auf die SR355, die auf den letzten 1000 Metern flach in Richtung Osten führte. Der Zielstrich befand sich vor dem Santuario Regina Pacis auf einer Höhe von 1240 Metern.
|                            | Ort                      | Kilometer | Länge (km) | Höhe (m) | Ø Steigung | max. Steigung |
| -------------------------- | ------------------------ | --------- | ---------- | -------- | ---------- | ------------- |
| neutralisierter Start      | Mortegliano (Via Cavour) | −1,6      |            |          |            |               |
| offizieller Start          | Via Lestizza             | 0         |            |          |            |               |
| Zwischensprint (S)         | Peonis                   | 56,1      |            |          |            |               |
| Zwischensprint (I)         | Paularo                  | 100,4     |            |          |            |               |
| Bergwertung (2. Kategorie) | Passo Duron              | 104,9     | 4,4        | 608      | 9,7 %      | 18 %          |
| Zwischensprint (S)         | Cercivento               | 116,3     |            |          |            |               |
| Bergwertung (3. Kategorie) | Sella Valcalda           | 104,9     | 5,4        | 958      |            |               |
| Bergwertung (2. Kategorie) | Cima Sappada             | 150,8     | 8,5        | 1290     | 4,6 %      | 15 %          |
| Ziel                       | Sappada                  | 157       |            |          |            |               |

## Rennverlauf
Mit Nick Schultz (Israel-Premier Tech) ging ein Fahrer nicht an den Start der 19. Etappe. Unmittelbar nachdem das Rennen freigegeben worden war, kam es zu den ersten Angriffen, ehe sich nach vier Kilometern zehn Fahrer absetzen konnten. Die Gruppe konnte jedoch keinen großen Vorsprung herausfahren und wurde bereits nach 30 Kilometern wieder eingeholt. Es folgten zahlreiche weitere Angriffe, wobei sich zunächst Jhonatan Narváez (Ineos Grenadiers), Julian Alaphilippe (Soudal Quick-Step), Pelayo Sánchez (Movistar), Quinten Hermans (Alpecin-Deceuninck), Andrea Vendrame (Decathlon AG2R La Mondiale) und Lucas Plapp (Jayco AlUla) vom langgezogenen Peloton lösten. In der hektischen Anfangsphase kamen Jhonatan Narváez und Mauri Vansevenant (Soudal Quick-Step) in einer Abfahrt zu Sturz, wobei beide das Rennen fortsetzen konnten.
Beim ersten Zwischensprint in Peonis betrug der Vorsprung der Ausreißer nur wenige Sekunden. Julian Alaphilippe sicherte sich vor Lucas Plapp und Pelayo Sánchez die meisten Punkte. Nachdem sich weitere Fahrer vom Hauptfeld gelöst hatten, wurde das Tempo im Peloton erst nach 65 Kilometern gedrosselt. Wenig später formierte sich eine große Spitzengruppe, in der folgende 19 Fahrer (sortiert nach dem Bestplatzierten in der Gesamtwertung) vertreten waren: Jhonatan Narváez, Georg Steinhauser, Michael Valgren, Mikkel Frølich Honoré (alle EF Education-EasyPost), Jan Tratnik, Tim van Dijke (beide Visma-Lease a Bike), Simone Velasco (Astana Qazaqstan), Julian Alaphilippe, Pelayo Sánchez, Alessandro De Marchi, Lucas Plapp (beide Jayco AlUla), Quinten Hermans, Andrea Vendrame, Enzo Paleni (Groupama-FDJ), Mattia Bais (Polti Kometa), Jasper Stuyven, Edward Theuns (beide Lidl-Trek), Dries De Pooter (Intermarché-Wanty), Manuele Tarozzi (VF Group-Bardiani CSF-Faizanè). Die Gruppe fuhr rasch einen Vorsprung von mehr als acht Minuten heraus.
Beim ersten Zwischensprint in Paularo sicherte sich Manuele Tarozzi die meisten Punkte, ehe Julian Alaphilippe im Anstieg des Passo Duron (608 m) angriff. Nun zerfiel die Ausreißergruppe, wobei manche Fahrer den Anschluss in der nachfolgenden Abfahrt wieder herstellen konnten. Auf der Passhöhe sicherte sich Julian Alaphilippe vor Georg Steinhauser und Jhonatan Narváez die meisten Punkte. Im Anstieg der Sella Valcalda (958 m) waren mit Jhonatan Narváez, Georg Steinhauser, Julian Alaphilippe, Pelayo Sánchez, Quinten Hermans, Andrea Vendrame und Lucas Plapp noch sieben Fahrer in der Ausreißergruppe vertreten. Nachdem Georg Steinhauser vor Julian Alaphilippe über die Bergwertung geführt hatte, griff Andrea Vendrame in der vom Regen nassen Abfahrt an. Der Italiener löste sich von seinen Begleitern und nahm die letzten rund 30 Kilometer als Solist in Angriff. Im Schlussanstieg nach Sappada verteidigte er seinen Vorsprung und gewann die Etappe mit einem Vorsprung von 54 Sekunden vor Pelayo Sánchez. Hinter der Ausreißergruppe griff Einer Rubio (Movistar) im Anstieg der Cima Sappada (1290 m) an, konnte sich jedoch nicht absetzen. Sechs Kilometer vor dem Ziel stürzte Geraint Thomas (Ineos Grenadiers) als er das Hinterrad von Antonio Tiberi (Bahrain Victorious) touchierte. Da die anderen Gesamtklassement-Fahrer ihn jedoch wieder aufschließen ließen, verlor er keine Zeit. Schlussendlich betrug der Rückstand der Gruppe um das Rosa Trikot 15 Minuten und 56 Sekunden.
In der Gesamtwertung kam es zu keinen nennenswerten Veränderungen. Tadej Pogačar (UAE Team Emirates) lag weiterhin sieben Minuten und 42 Sekunden vor Daniel Felipe Martínez (Bora-hansgrohe), der einen Vorsprung von 22 Sekunden auf Geraint Thomas (Ineos Grenadiers) aufwies. Antonio Tiberi (Bahrain Victorious) führte weiterhin als Gesamtfünfter die Nachwuchswertung an. Tadej Pogačar und Jonathan Milan (Lidl-Trek) verteidigten ihre Führung in der Berg- bzw. Punktewertung. In der Mannschaftswertung lag weiterhin das Decathlon AG2R La Mondiale Team an der Spitze. Neben dem nicht gestarteten Nick Schultz verließ auch Andrea Piccolo (EF Education-EasyPost) die Rundfahrt nach einem Sturz. Es verblieben somit 142 Fahrer im Rennen.

## Ergebnis
| \| Etappenergebnis \| Etappenergebnis \| Etappenergebnis \| Etappenergebnis \| Etappenergebnis \| \| Fahrer \| Fahrer \| Land \| Team \| Zeit \| \| --------------- \| ------------------ \| --------------- \| -------------------------- \| --------------- \| \| 1. \| Andrea Vendrame \| Italien \| Decathlon-AG2R La Mondiale \| 3 h 51 min 05 s \| \| 2. \| Pelayo Sánchez \| Spanien \| Movistar Team \| + 54 s \| \| 3. \| Georg Steinhauser \| Deutschland \| EF Education-EasyPost \| + 1 min 06 s \| \| 4. \| Jhonatan Narváez \| Ecuador \| Ineos Grenadiers \| + 2 min 27 s \| \| 5. \| Lucas Plapp \| Australien \| Team Jayco AlUla \| + 2 min 27 s \| \| 6. \| Simone Velasco \| Italien \| Astana Qazaqstan Team \| + 2 min 30 s \| \| 7. \| Jan Tratnik \| Slowenien \| Team Visma \\| Lease a Bike \| + 2 min 30 s \| \| 8. \| Michael Valgren \| Dänemark \| EF Education-EasyPost \| + 2 min 30 s \| \| 9. \| Julian Alaphilippe \| Frankreich \| Soudal Quick-Step \| + 2 min 32 s \| \| 10. \| Quinten Hermans \| Belgien \| Alpecin-Deceuninck \| + 3 min 52 s \| |                    |             |                            |                 |
| |                    |             |                            |                 |
| Quellen: ProCyclingStats Cycling Quotient |                    |             |                            |                 |
| Etappenergebnis |                    |             |                            |                 |
| Fahrer | Fahrer             | Land        | Team                       | Zeit            |
| 1. | Andrea Vendrame    | Italien     | Decathlon-AG2R La Mondiale | 3 h 51 min 05 s |
| 2. | Pelayo Sánchez     | Spanien     | Movistar Team              | + 54 s          |
| 3. | Georg Steinhauser  | Deutschland | EF Education-EasyPost      | + 1 min 06 s    |
| 4. | Jhonatan Narváez   | Ecuador     | Ineos Grenadiers           | + 2 min 27 s    |
| 5. | Lucas Plapp        | Australien  | Team Jayco AlUla           | + 2 min 27 s    |
| 6. | Simone Velasco     | Italien     | Astana Qazaqstan Team      | + 2 min 30 s    |
| 7. | Jan Tratnik        | Slowenien   | Team Visma \| Lease a Bike | + 2 min 30 s    |
| 8. | Michael Valgren    | Dänemark    | EF Education-EasyPost      | + 2 min 30 s    |
| 9. | Julian Alaphilippe | Frankreich  | Soudal Quick-Step          | + 2 min 32 s    |
| 10. | Quinten Hermans    | Belgien     | Alpecin-Deceuninck         | + 3 min 52 s    |

## Gesamtstände
| \| Gesamtwertung \| Gesamtwertung \| Gesamtwertung \| Gesamtwertung \| Gesamtwertung \| \| Fahrer \| Fahrer \| Land \| Team \| Zeit \| \| ------------- \| ---------------------- \| ---------------------- \| -------------------------- \| ---------------- \| \| 1. \| Tadej Pogačar \| Slowenien \| UAE Team Emirates \| 71 h 24 min 03 s \| \| 2. \| Daniel Felipe Martínez \| Kolumbien \| Bora-Hansgrohe \| + 7 min 42 s \| \| 3. \| Geraint Thomas \| Vereinigtes Königreich \| Ineos Grenadiers \| + 8 min 04 s \| \| 4. \| Ben O’Connor \| Australien \| Decathlon-AG2R La Mondiale \| + 9 min 47 s \| \| 5. \| Antonio Tiberi \| Italien \| Bahrain Victorious \| + 10 min 29 s \| \| 6. \| Thymen Arensman \| Niederlande \| Ineos Grenadiers \| + 11 min 10 s \| \| 7. \| Romain Bardet \| Frankreich \| Team dsm-firmenich PostNL \| + 12 min 42 s \| \| 8. \| Einer Rubio \| Kolumbien \| Movistar Team \| + 13 min 33 s \| \| 9. \| Filippo Zana \| Italien \| Team Jayco AlUla \| + 13 min 52 s \| \| 10. \| Jan Hirt \| Tschechien \| Soudal Quick-Step \| + 14 min 44 s \| |                        |                        |                            |                  |
| |                        |                        |                            |                  |
| Quellen: ProCyclingStats Cycling Quotient |                        |                        |                            |                  |
| Gesamtwertung |                        |                        |                            |                  |
| Fahrer | Fahrer                 | Land                   | Team                       | Zeit             |
| 1. | Tadej Pogačar          | Slowenien              | UAE Team Emirates          | 71 h 24 min 03 s |
| 2. | Daniel Felipe Martínez | Kolumbien              | Bora-Hansgrohe             | + 7 min 42 s     |
| 3. | Geraint Thomas         | Vereinigtes Königreich | Ineos Grenadiers           | + 8 min 04 s     |
| 4. | Ben O’Connor           | Australien             | Decathlon-AG2R La Mondiale | + 9 min 47 s     |
| 5. | Antonio Tiberi         | Italien                | Bahrain Victorious         | + 10 min 29 s    |
| 6. | Thymen Arensman        | Niederlande            | Ineos Grenadiers           | + 11 min 10 s    |
| 7. | Romain Bardet          | Frankreich             | Team dsm-firmenich PostNL  | + 12 min 42 s    |
| 8. | Einer Rubio            | Kolumbien              | Movistar Team              | + 13 min 33 s    |
| 9. | Filippo Zana           | Italien                | Team Jayco AlUla           | + 13 min 52 s    |
| 10. | Jan Hirt               | Tschechien             | Soudal Quick-Step          | + 14 min 44 s    |

| Punktewertung | Punktewertung      | Punktewertung | Punktewertung                 | Punktewertung |
| Fahrer        | Fahrer             | Land          | Team                          | Punkte        |
| ------------- | ------------------ | ------------- | ----------------------------- | ------------- |
| 1.            | Jonathan Milan     | Italien       | Lidl-Trek                     | 327 P.        |
| 2.            | Kaden Groves       | Australien    | Alpecin-Deceuninck            | 200 P.        |
| 3.            | Tim Merlier        | Belgien       | Soudal Quick-Step             | 143 P.        |
| 4.            | Julian Alaphilippe | Frankreich    | Soudal Quick-Step             | 132 P.        |
| 5.            | Filippo Fiorelli   | Italien       | VF Group-Bardiani CSF-Faizanè | 116 P.        |
| 6.            | Tadej Pogačar      | Slowenien     | UAE Team Emirates             | 111 P.        |
| 7.            | Andrea Pietrobon   | Italien       | Team Polti Kometa             | 111 P.        |
| 8.            | Jhonatan Narváez   | Ecuador       | Ineos Grenadiers              | 80 P.         |
| 9.            | Mirco Maestri      | Italien       | Team Polti Kometa             | 72 P.         |
| 10.           | Davide Ballerini   | Italien       | Astana Qazaqstan Team         | 70 P.         |

| Bergwertung | Bergwertung             | Bergwertung | Bergwertung                   | Bergwertung |
| Fahrer      | Fahrer                  | Land        | Team                          | Punkte      |
| ----------- | ----------------------- | ----------- | ----------------------------- | ----------- |
| 1.          | Tadej Pogačar           | Slowenien   | UAE Team Emirates             | 230 P.      |
| 2.          | Georg Steinhauser       | Deutschland | EF Education-EasyPost         | 153 P.      |
| 3.          | Giulio Pellizzari       | Italien     | VF Group-Bardiani CSF-Faizanè | 148 P.      |
| 4.          | Nairo Quintana          | Kolumbien   | Movistar Team                 | 114 P.      |
| 5.          | Julian Alaphilippe      | Frankreich  | Soudal Quick-Step             | 101 P.      |
| 6.          | Simon Geschke           | Deutschland | Cofidis                       | 78 P.       |
| 7.          | Daniel Felipe Martínez  | Kolumbien   | Bora-Hansgrohe                | 72 P.       |
| 8.          | Valentin Paret-Peintre  | Frankreich  | Decathlon-AG2R La Mondiale    | 55 P.       |
| 9.          | Romain Bardet           | Frankreich  | Team dsm-firmenich PostNL     | 47 P.       |
| 10.         | Amanuel Ghebreigzabhier | Eritrea     | Lidl-Trek                     | 42 P.       |

| Nachwuchswertung | Nachwuchswertung       | Nachwuchswertung   | Nachwuchswertung           | Nachwuchswertung  |
| Fahrer           | Fahrer                 | Land               | Team                       | Zeit              |
| ---------------- | ---------------------- | ------------------ | -------------------------- | ----------------- |
| 1.               | Antonio Tiberi         | Italien            | Bahrain Victorious         | 70 h 34 min 32 s  |
| 2.               | Thymen Arensman        | Niederlande        | Ineos Grenadiers           | + 41 s            |
| 3.               | Filippo Zana           | Italien            | Team Jayco AlUla           | + 3 min 23 s      |
| 4.               | Davide Piganzoli       | Italien            | Team Polti Kometa          | + 12 min 09 s     |
| 5.               | Valentin Paret-Peintre | Frankreich         | Decathlon-AG2R La Mondiale | + 30 min 43 s     |
| 6.               | Alex Baudin            | Frankreich         | Decathlon-AG2R La Mondiale | + 40 min 14 s     |
| 7.               | Giovanni Aleotti       | Italien            | Bora-Hansgrohe             | + 47 min 24 s     |
| 8.               | Kevin Vermaerke        | Vereinigte Staaten | Team dsm-firmenich PostNL  | + 58 min 11 s     |
| 9.               | Edoardo Zambanini      | Italien            | Bahrain Victorious         | + 1 h 03 min 30 s |
| 10.              | Mauri Vansevenant      | Belgien            | Soudal Quick-Step          | + 1 h 08 min 47 s |

| Mannschaftswertung | Mannschaftswertung         | Mannschaftswertung           | Mannschaftswertung |
| Team               | Team                       | Land                         | Zeit               |
| ------------------ | -------------------------- | ---------------------------- | ------------------ |
| 1.                 | Decathlon-AG2R La Mondiale | Frankreich                   | 214 h 45 min 20 s  |
| 2.                 | Ineos Grenadiers           | Vereinigtes Königreich       | + 19 min 13 s      |
| 3.                 | UAE Team Emirates          | Vereinigte Arabische Emirate | + 50 min 07 s      |
| 4.                 | Bahrain Victorious         | Bahrain                      | + 1 h 17 min 34 s  |
| 5.                 | Astana Qazaqstan Team      | Kasachstan                   | + 1 h 20 min 47 s  |

## Ausgeschiedene Fahrer
- Nick Schultz (Israel-Premier Tech): ging krankheitsbedingt nicht an den Start
- Andrea Piccolo (EF Education-EasyPost): gab das Rennen nach einem Sturz auf[4]